# Ferrovia Sunja-Sarajevo
La ferrovia Sunja-Sarajevo è una linea ferroviaria bosniaca che unisce la cittadina croata di Sunja con la capitale Sarajevo. È composta da tre tratte aperte in epoche diverse: la Sunja-Banja Luka, aperta nel 1891, e che ricade parzialmente in territorio croato, classificata come R102; la Doboj-Sarajevo, originariamente a scartamento ridotto di 760 mm, aperta nel 1882, e che oggi rientra nel Corridoio paneuropeo V; la Doboj-Banja Luka costruita dalla Jugoslavia nel 1951. È la più importante linea ferroviaria della Bosnia ed Erzegovina.

## Storia
Nel 1870, il ministro degli Esteri austriaco Ferdinand Beust concluse un trattato di Stato con il gran visir ottomano Ali Pasha per costruire una ferrovia tra l'Austria-Ungheria e la Turchia attraverso la Bosnia. Tuttavia, l'Ungheria preferì un collegamento via Belgrado verso Istanbul, rifiutando qualsiasi concessione per una linea per Novi Grad. 
L'Impero Ottomano avviò contemporaneamente la costruzione della linea ferroviaria locale da Banja Luka a Dobrljin nell'allora provincia turca della Bosnia ed Erzegovina. Tuttavia, a causa delle rivolte in Bosnia, la tratta Sunja-Banja Luka fu ultimata solamente dopo l'annessione della regione all'Austria-Ungheria nel 1878.
Dopo l'occupazione della Bosnia-Erzegovina da parte dell'esercito austro-ungarico, fu costruita anche una nuova ferrovia a scartamento ridotto di 760 mm da Bosanski Brod a Zenica, portandola fino a Sarajevo nel 1882. Il sedime della linea era già stato predisposto per la conversione allo scartamento standard, utilizzando un raggio di curvatura minimo di 275 m.
Nel XX secolo la linea non fu più in grado di soddisfare i bisogni di trasporto verso le regioni più interne della Bosnia. Nel 1910 fu così aperta la galleria di Vranduk, lunga 1532 metri, per rettificare il tracciato. Durante la guerra fu fatto saltare il ponte sulla Sana, isolando molte cittadine bosniache. Nel secondo dopoguerra il governo jugoslavo convertì a scartamento normale la tratta Sarajevo-Doboj, costruendo anche due nuove linee da Doboj per Šamac (aperta nel 1947) e Banja Luka (aperta nel 1951), permettendo così il collegamento diretto Zagabria-Sarajevo. L'intera tratta fu elettrificata nel corso degli anni '70.
A seguito delle guerre jugoslave la Bosnia-Erzegovina fu divisa in due entità (Repubblica Serba e Federazione di Bosnia-Erzegovina), come previsto dagli accordi di Dayton. La sezione Novi Grad-Maglaj è andata in gestione alla Željeznice Republike Srpske (ŽRS), mentre la restante tratta fino a Sarajevo alla ŽFBH. Nonostante le infrastrutture ŽRS e ŽFBH siano perfettamente interoperabili, le locomotive vengono comunque cambiate alla stazione di confine di Maglaj.
Alla fine del 2017 è stato firmato un contratto con la China Shandong International Economic & Technical Cooperation Group per il rinnovo completo della linea. La velocità massima consentita sarà aumentata da 70 a 120 km/h, e saranno anche rimossi tutti i passaggi a livello.

## Percorso
| Unknown route-map component "CONTgq" | Unknown route-map component "STR+r" |  |

| Station on track |

|  | Unknown route-map component "ABZgl+xl" | Unknown route-map component "CONTfq" |

| Unknown route-map component "exGRZq" + Unknown route-map component "eZOLL" |

| Unknown route-map component "HSTeBHF" |

| Stop on track |

| Station on track |

| Stop on track |

| Station on track |

| Unknown route-map component "WCONTfaq" | Unknown route-map component "TZOLLWo" | Unknown route-map component "WCONTgeq" |

| Station on track |

| Stop on track |

| Stop on track |

| Stop on track |

| Station on track |

| 39,9  |
| 194,4 |

| Unknown route-map component "CONTgq" | Junction both to and from right |  |

| Station on track |

| Stop on track |

| Stop on track |

| Station on track |

| Stop on track |

| Station on track |

| Unknown route-map component "exENDEa" | Straight track |  |

| Unknown route-map component "exBHF" | Straight track |  |

| Unknown route-map component "exhKRZWae" | Straight track |  |

| Unknown route-map component "exSTRl" | Unknown route-map component "eABZgr+r" |  |

| Unknown route-map component "exKBHFa" | Station on track |  |

| Unknown route-map component "exCONTr+g" | Straight track |  |

| Stop on track |

| Station on track |

| Stop on track |

| Stop on track |

| Unknown route-map component "KINTaq" | Unknown route-map component "ABZg+r" |  |

| Station on track |

| Stop on track |

| Station on track |

| Stop on track |

| Station on track |

| Stop on track |

| Stop on track |

| Station on track |

| Unknown route-map component "KINTaq" | Unknown route-map component "ABZgr" |  |

| Stop on track |

| Station on track |

| Unknown route-map component "bWBRÜCKE1" |

| Stop on track |

| Station on track |

| Unknown route-map component "bWBRÜCKE1" |

| Enter and exit tunnel |

| Station on track |

| Stop on track |

| Station on track |

| Stop on track |

| Unknown route-map component "tSTRa" |

| Unknown route-map component "tSTRe" |

| Station on track |

| Stop on track |

| Station on track |

| Stop on track |

| Unknown route-map component "bWBRÜCKE1" |

| Stop on track |

| Unknown route-map component "bWBRÜCKE1" |

| Station on track |

| Stop on track |

| Unknown route-map component "bWBRÜCKE1" |

| Stop on track |

| Station on track |

| Stop on track |

| Station on track |

| Stop on track |

| Unknown route-map component "tSTRa" |

| Unknown route-map component "tSTRe" |

| Stop on track |

| Stop on track |

| Station on track |

| Stop on track |

|  | Straight track | Unknown route-map component "exCONTl+f" |

|  | Unknown route-map component "exSTRc2" + Stop on track | Unknown route-map component "exBHF3" |

| Unknown route-map component "exSTRc2" | Unknown route-map component "eKRZ3+1" | Unknown route-map component "exSTRc4" |

| Unknown route-map component "exSTR+1" | Small bridge over water + Unknown route-map component "exSTRc4" |  |

| Unknown route-map component "exSTR" | Unknown route-map component "ABZg+l" | Unknown route-map component "CONTfq" |

| Unknown route-map component "exSTR" | Station on track |  |

| Unknown route-map component "exSTR" | Stop on track |  |

| Unknown route-map component "exBHF" | Straight track |  |

| Unknown route-map component "exABZgl" | Unknown route-map component "eKRZ+l" | Unknown route-map component "CONTfq" |

| Unknown route-map component "exSTR" | Station on track |  |

| 0    |
| 84,7 |

| Unknown route-map component "exBHF" | Straight track |  |

| Unknown route-map component "exKRWgl" | Unknown route-map component "eKRWg+r" |  |

| Unknown route-map component "exCONTr+g" | Straight track |  |

| Stop on track |

| Station on track |

| Stop on track |

| Stop on track |

| Stop on track |

| Stop on track |

| Unknown route-map component "STR+GRZq" |

| Unknown route-map component "bWBRÜCKE1" |

| Station on track |

| Stop on track |

| Stop on track |

| Stop on track |

| Stop on track |

| Stop on track |

| Stop on track |

| Stop on track |

| Station on track |

| Stop on track |

| Unknown route-map component "exKRW+l" | Unknown route-map component "eKRWgr" |  |

| Unknown route-map component "exSTR" | Small bridge over water |  |

| Unknown route-map component "exSTR" | Small bridge over water |  |

| Unknown route-map component "exKRWl" | Unknown route-map component "eKRWg+r" |  |

| Station on track |

| Unknown route-map component "bWBRÜCKE1" |

| Stop on track |

| Stop on track |

| Stop on track |

|  | Unknown route-map component "eKRWgl" | Unknown route-map component "exKRW+r" |

|  | Small bridge over water | Unknown route-map component "exSTR" |

|  | Stop on track | Unknown route-map component "exSTR" |

|  | Station on track | Unknown route-map component "exBHF" |

|  | Unknown route-map component "tSTRa@g" | Unknown route-map component "exSTR" |

|  | Unknown route-map component "tSTRe@f" | Unknown route-map component "exBHF" |

|  | Station on track | Unknown route-map component "exSTR" |

| Unknown route-map component "KRW+l" | Unknown route-map component "KRWgr" | Unknown route-map component "exSTR" |

| Straight track | Small bridge over water | Unknown route-map component "exSTR" |

| Interchange on track | Unknown route-map component "eKRWg+l" | Unknown route-map component "exKRWr" |

| Straight track | Non-passenger station/depot on track |  |

| Straight track | Small bridge over water |  |

| Unknown route-map component "KRWl" | Unknown route-map component "KRWg+r" |  |

| Unknown route-map component "exKRW+l" | Unknown route-map component "eKRWgr" |  |

| Unknown route-map component "exBHF" | Station on track |  |

| Unknown route-map component "exSTR" | Small bridge over water |  |

| Unknown route-map component "exSTR" | Small bridge over water |  |

| Unknown route-map component "exBHF" | Straight track |  |

| Unknown route-map component "exKRWl" | Unknown route-map component "eKRWg+r" |  |

| Station on track |

| Stop on track |

| Unknown route-map component "exCONTgq" | Unknown route-map component "eABZg+r" |  |

| Station on track |

| Stop on track |

| Station on track |

| Stop on track |

| Station on track |

|  | Unknown route-map component "eABZgl" | Unknown route-map component "exCONTfq" |

| Unknown route-map component "bWBRÜCKE1" |

| Stop on track |

| Station on track |

| Stop on track |

| Stop on track |

| Station on track |

| Stop on track |

|  | Unknown route-map component "ABZgxl+l" | Unknown route-map component "CONTfq" |

| Station on track |

| Stop on track |

| Stop on track |

| Station on track |

|  | Unknown route-map component "ABZgl" | Unknown route-map component "KINTeq" |

| Station on track |

| Unknown route-map component "exCONTgq" | Unknown route-map component "eABZg+r" |  |

|  | Unknown route-map component "ABZg2" | Unknown route-map component "STRc3" |

|  | Non-passenger station/depot on track + Unknown route-map component "STRc1" | Unknown route-map component "STR+4" |

|  | Unknown route-map component "ABZg2" | Unknown route-map component "STR+c3" |

| Unknown route-map component "STRc2" | Unknown route-map component "ABZ3+gl" + Unknown route-map component "STRc1" | Unknown route-map component "ABZg+4" + Unknown route-map component "ABZg+r" |

| Unknown route-map component "CONT1" | Unknown route-map component "STRc4" | Straight track |

|  |  | Station on track |

|  |  | Stop on track |

|  | Unknown route-map component "exCONTgq" | Unknown route-map component "eABZg+r" |

|  |  | End station |